# Капитуляция при Реддерсберге
Капитуляция при Реддерсберге (англ. Reddersburg) — сражение во время Второй англо-бурской войны (1899—1902) между войсками Британской империи и бурами Оранжевого Свободного Государства, в результате которого был окружен и пленен британский отряд.
После оставления Таба-Нчу и поражения при Саннас-Посте, британскому командованию стало очевидно, что необходимо подтянуть изолированные отряды к востоку. Поэтому пяти ротам, стоявшим гарнизоном в Деветсдорпе, был отдан приказ покинуть городок и прибыть обратно к железнодорожной линии. Когда отряд был всего лишь на полпути, неподалёку от города Реддерсберга, к ним приблизился противник с пятью орудиями. Не имея артиллерии, роты заняли небольшую высоту и максимально используя все естественные укрытия, стали ждать подкрепления. В штаб армии было послано сообщение об отчаянном положении.
3 апреля, в 11 утра, началась атака буров. Весь день британские солдаты пролежали среди камней под градом снарядов и пуль. Так как укрытие было хорошим, потери были незначительны. На второй день осажденный отряд, потеряв пятьдесят человек убитыми и ранеными и будучи не в состоянии продержаться без воды под палящим солнцем, сложил оружие.
Подкрепление, высланное генералом Гетакром из Спрингфонтейна, прибыло слишком поздно.